# Salmoninae
Salmoninae, potporodica riba u porodici Salmonidae (pastrvke, lososi) koja obuhvaća pastrve i losose. Veoma su brze i pokretne a cijenjene su zbog veoma ukusnog mesa. Neke od njih su anadromne. Pastrve vole bistre planinske rijeke i potoke. Neke vrste ove potporodice žive u oceanima a mrijeste se u potocima u kojima su se izlegle.
Lososi su poznati po tome što prelaze daleki put iz oceana u rodni potok, a rekorder je atlantski losos koji se može mrijestiti nekoliko godina uzastopno, dok pacifički taj put prelazi svega jednom, nakon čega ugiba. Na njegovom putu do rodnog mjesta, prema novijim dokazima, pomaže im zemljin magnetizam.
Pastrve su prepoznatljive po svojim pjegama, zbog čega ta riba nije bila na jelovniku Apača i Navaha, a pretpostavlja se zbog njezinih pjega koje ih podsjećaju na neku davnu epidemiju boginja. Većina riba provede cijeli život ili u moru ili slatkovodnim rijekama i jezerima. Losos boravi i u jednom i u drugom. Mladi lososi izlegu se u rijekama i potocima. Kako rastu, kreću se nizvodno i naposljetku doplivaju do mora gdje odrastu. Nekoliko godina poslije doplivaju natrag u rijeke gdje su se izlegli i ondje se pare, nesu jaja i naposljetku uginu. Pare se samo jedanput u životu.

## Rodovi
- Brachymystax Günther, 1866
- Hucho Günther, 1866
- Oncorhynchus Suckley, 1861 pacifilki losos
- Parahucho Vladykov, 1963
- Salmo Linnaeus, 1758 – atlantski losos
- Salvelinus Richardson, 1836 – chars
- Salvethymus Chereshnev and Skopets, 1990

## Životni ciklus lososa
Lososi nesu jaja u rijekama. Jaja se izlegu u ribice zvane mrijest. Mrijest nosi zalihu hrane u tobolcu dok ne izraste u dvogodišnje losose sposobne naći hranu. Mrijest se tada zaputi prema moru. Odrasli se vraćaju u iste rijeke omrijestiti se (snijeti jaja), a zatim uginu.
1. Iz jajeta izleže se ikra.
2. Ikra naraste u mladoga lososa.
3. Mladi losos pliva do mora.
4. Odrasli losos vraća se u rijeku.
5. Odrasli losos ubrzo ugine nakon što snese jaja i ciklus počne ispočetka.